# شون (شاعر)
شون (مواليد 27 أغسطس 1962) هو شاعر، روائي وكاتب سيناريو آيسلندي، تعاون كثيراً مع المغنية بيورك وتمت ترجمة أعماله إلى 30 لغة.